# 老學庵筆記
《老學庵筆記》是陸游作品，共十卷，另有《续笔记》二卷。

## 历史
《老學庵筆記》是陸游在淳熙、绍熙年间的作品，取師曠“老而學如秉夜行”之語，此書有大量的親歷見聞，“只许州官放火，不许百姓点灯”的典故即出自本書。陆游重视 養生，《老学庵笔记》中记载有强身延年之术，如“拜”法。《文献通考》列入小说家之林。《四库全书总目提要》評價“轶闻旧典，往往足备考证 ” 。 李慈铭《越缦堂读书记》 亦稱：“杂述掌故，间考旧文，俱为谨严；所论时事人物，亦多平允。”